# Pigés (Árta)
Pigés, en grec moderne : Πηγές, est un village du dème de Geórgios Karaïskákis,  district régional d'Árta, en Épire, Grèce.
Selon le recensement de 2011, la population du village compte 89 habitants.